# Југоисточно Понишавље
Југоисточно Понишавље са Димитровградском котлином је део уске долине реке Нишаве у горњем понишављу, који територијално припада општини Димитровград.

## Географске одлике
Југоисточно Понишавље је релативно уска долина Нишаве између Забрђа на северу и Бурела на југу, на 470 — 500 м.н.в. површине 16,65 km². Пружа се правцем исток — запад у дужини око 10,5 км. и ширини долине од око 1-1,5 км.
Геолошка подлога је врло хетерогена. Према еволутивно генетичком приступу, земљишта ове области Понишавља могу се сврстати у две серије:
а) црвени пешчари,
б) кречњачко – доломитска парија
У средишту ове долине смештен је Димитровград, а долином пролази међународна железничка пруга и аутопут.

### Становништво
У овој долини је концентрисан највећи део становништва, који са градом Димитровградом, приградским насељима и суседним селима чини 85% становника општине Димитровград.

### Клима
На овом подручју углавном се испољава умерено-континентални климатски тип. Сува и топла лета јесу главне карактеристике климе.
Температура ваздуха
Средња минимална температура ваздуха у јануару је до -4,8 °C, док је средња минимална температура априла 4,3 °C, а новембра 1,2 °C. Топлији период започиње нагло априла, а завршава се брзо почетком октобра месеца. Најтоплији месеци су јул и август, чије су температуре приближно уједначене (19,3 °C и 19 °C). Дневне температуре тих месеци су знатно више, али су ноћи јако свеже, те средње температуре нису високе. Током вечери са околних брда спуштају се расхлађене ваздушне масе, те жарке дане смењују прохладне ноћи. У долини Нишаве у просеку има 30 тропских дана током лета.
Апсолутне минималне температуре су веома ниске. Најниже су у јануару (-29,3 °C) и фебруару (-22,3 °C). Негативних температура нема само у јуну, јулу и августу месецу. Ниске температуре током 9 месеци годишње скраћују вегетациони период биљкама осетљивим на хладноћу. Апсолутне максималне температуре jављају се у току лета и то јуна, јула или августа месеца. Апсолутни максимум за наведени период 39,3 °C јавља се јула месеца, док је највећа измерена температура од 42 °C забележена августа месеца.
Релативна влажност ваздуха
Средње месечне вредности релативне влажности ваздуха крећу се од 65,9% до 81,5%. Највећа влажност је у зимском периоду због ниских температура ваздуха, а најмања у августу и априлу. Повећање релативне влаге у мају и јуну месецу настаје због обилнијих падавина.
Облачност
Највећи број облачних дана је у децембру (15,4), затим у јануару (14,8) и фебруару (12,3). Најмање облачних дана има у јулу (3,0), августу (3,1) и септембру (3,7). Највећи број сати сијања сунца током године је у јулу (302,6) и август у (287,5), а најмањи у децембру (63,0) и јануару (76,2).
Ветрови
Изразито доминирају ветрови из југоисточног, источног и североисточног правца, док ветрови са запада дувају углавном само јула и августа месеца.
Појава падавина
Главни максимуми падавина су у мају (74,9 мм) и јуну (87,1 мм). То су уједно и најкишовитији месеци на том подручју. Главни минимум падавина је септембра (38,9 мм) и октобра (39,1 мм). Током лета кише су краткотрајне, након чега брзо опет огреје сунце, а ретка су она лета у којима сваког другог или трећег дана падне киша.
Први снег падне углавном у брдско-планинском делу и то новембра месеца, а последњи снежни дани су у марту, а у брдско-планинском крају априлу или мају месецу. У вишим крајевима снег се дуже задржава и веће је дебљине снежни покривач. Снежни покривач се најдуже задржи децембра (12,9 дана) и јануара (18,2 дана). Ниске температуре ваздуха на Старој планини задржавају снег у априлу, мају и октобру месецу.

### Хидропотенцијал
Главни водени токови су Нишава, са својим притокама који припадају црноморском сливу. Притоке Нишаве у Јужном понишављу су:
- Левообалне: Габерска (Лукавачка) река, Жељушки поток, Гоиндолска река, Габерска.
- Десне притоке нема осим четири извора: Врело (Строшена чешма), код Богатице, гоиндолска затока и врело у подножју Гоиндолског калеа.

Долина Нишаве је део природног пута који је од античких времена повезивао Европу и Азију пут још прати долине река Велике Мораве и Марице.

## Саобраћај
Путну инфраструктуру Југоисточног понишавља карактерише крак Ц коридора 10, кога чине међународни пут (некада римски друм Via militaris) и железничка пруга, који повезују Западну Европу са Блиским истоком, преко којих се обавља интензиван међународни промет робе и путника. Токо 90-их година 20. века Европска унија је дефинисала 10 Пан-европских мултимодалних коридора од којих Коридор 10 представља саобраћајну „кичму“ највећег дела југо-источне Европе.
Овим саобраћајницама Југоисточно Понишавље је удаљено од Београда 360 км, од Ниша 96 км и од Софије 60 км. Железничка пруга Ниш – Димитровград пролази кроз средиште Југоисточно Понишавље и града Димитровграда и својим положајем угрожава нормално комуницирање унутар ове области.
На око 2 км источно од Димитровграда налази се гранични прелаз Градина.
На територији Југоисточног понишавља остала путна мрежа (локална и регионална) није најквалитетније решена у целини. Локални путеви у дужини од 118 км су у изузетно лошем стању, јер је само 16,2 km под асфалтом, 41 км под туцаником и 65 км је земљани пут.